# Борово око (парк)
Борово око е градски парк в Търговище. Разположен е в южната част на града, около езеро „Борово око“. В близост до парка се намира и градския стадион „Димитър Бурков“, ресторант „Борово око“ (на брега на самото езеро), както и Художествена галерия „Никола Маринов“, където всяка година се провежда пролетен панаир „Изложение Търговище“.

## История
През 1932 г. боровата гора южно от града (в местността „Боровец“) е обявена за градски парк. На 5 април 1935 г. общинските власти решават да закрият двете тухларници на запад от парка, където почти столетие се правили керемиди и тухли от пръстта на „Белия баир“. През първата половина на 1940-те години този изкоп се използвал за стрелбище от местния гарнизон, а през втората половина чрез канал го свързват с река Врана и го превръщат в рибарник.
През 1956-та година се изготвя идеен проект до брега на рибарника да се построи ресторант-казино на име „Борово око“, а по-нататък – игрище за спортуване, фонтани и детски площадки. Проектът се осъществява чрез доброволния труд на местните жители. В края на 1960-те години „се пристъпва към скулптурно пластично оформление на градските паркове, в т.ч. и на „Борово око“.
През 2009 г. са премахнати старите дървета и храсти и са засадени нови дръвчета около езерото. Почистена и обновена е зоната до водопада. През август 2010 г. парка е отново почистен и до мостчето на езерото са засадени водни лилии, които отсъстват 20 години. Пейките в парка са боядисани, ученици от ІІ СОУ засаждат пролетни цветя в рамките на своя училищна еко-инициатива. Инициативата се организира по повод обявяване на 2010 г. за Международна година на биоразнообразието.
През 2018 г. се извършва обновяване на парка, асфалтира се централната алея. В центъра на алеята се изграждат и три нови градински пространства, всяко с площ от 16 кв. м., където се монтират малка сцена и седящи места, подходящи за деца от 3 до 6 години.
През 2019 г. биват залесени и премахнати 11 стари дървета в парка. Засадени са 50 нови върби. През октомври 2019 г. общинското предприятие „Флора“ се заема да ремонтира стълбите около алеите в парка.

## Художествена галерия „Никола Маринов“
Художествена галерия „Никола Маринов“ е открита като самостоятелна сграда на територията на парка през 1981 г.

## Ресторант „Борово око“
Ресторант „Борово око“ е собственост на „МЕКС“ ЕООД – дългосрочен партньор на заводите Шишеджам.

## Стадион „Димитър Бурков“
Стадион „Димитър Бурков“ е разположен в близост до езерото и ресторанта.

## Традиционен пролетен панаир „Изложение Търговище“
Всяка година през месец май в парка се провежда традиционен пролетен панаир „Изложение Търговище“.

## Аквапарк „Блу меджик“
Аквапарк „Блу меджик“ се намира в крайната западна част на парка, до стадион „Димитър Бурков“ и река Врана. В него са разположени басейн и дискотека.